# Рядовка фіолетова
Рядовка фіолетова або лепіста фіолетова (Lepista nuda (Bull. ex Fr.) Fr., Rhodopaxillus nudus (Fr. ех Bull.), Tricholoma nudum Quél.) — умовно їстівний гриб з родини Трихоломових (Tricholomataceae). Місцева назва — голубінка фіолетова.

## Будова
Шапка, ніжка, пластинки лілові, пізніше сірувато-лілові, коричнювато-лілові. Шапка товста, щільном'ясиста, 6-15 см у діаметрі, напівсферична, пізніше опуклорозпростерта, гола, з підгорнутим, згодом опущеним, гладеньким краєм.
Пластинки прирослі або трохи переходять на ніжку. Спорова маса рожевувата.
Спори 6-9 Х 4-5 мкм, дрібнобородавчасті.
Ніжка 4-8(10) Х 1,5-2,5(3) см, гола, біля основи повстиста, щільна.
М'якуш лілуватий, сірувато-лілуватий, щільний, з приємним запахом свіжого борошна.

## Поширення та середовище існування
Зустрічається по всій Україні, росте у хвойних і мішаних лісах, групами. Збирають у серпні — листопаді.
Також вид можна зустріти вздовж лісових доріг, у канавках, у хвої ялинових або соснових борів і навіть на присадибних ділянках, що прилеглих до лісу, біля компостних, хмизних або солом'яних куп. Традиційним супутником фіолетової рядовки є димчаста говірка, яка зустрічається поруч невеликими групами або численними ценозами.

## Практичне використання

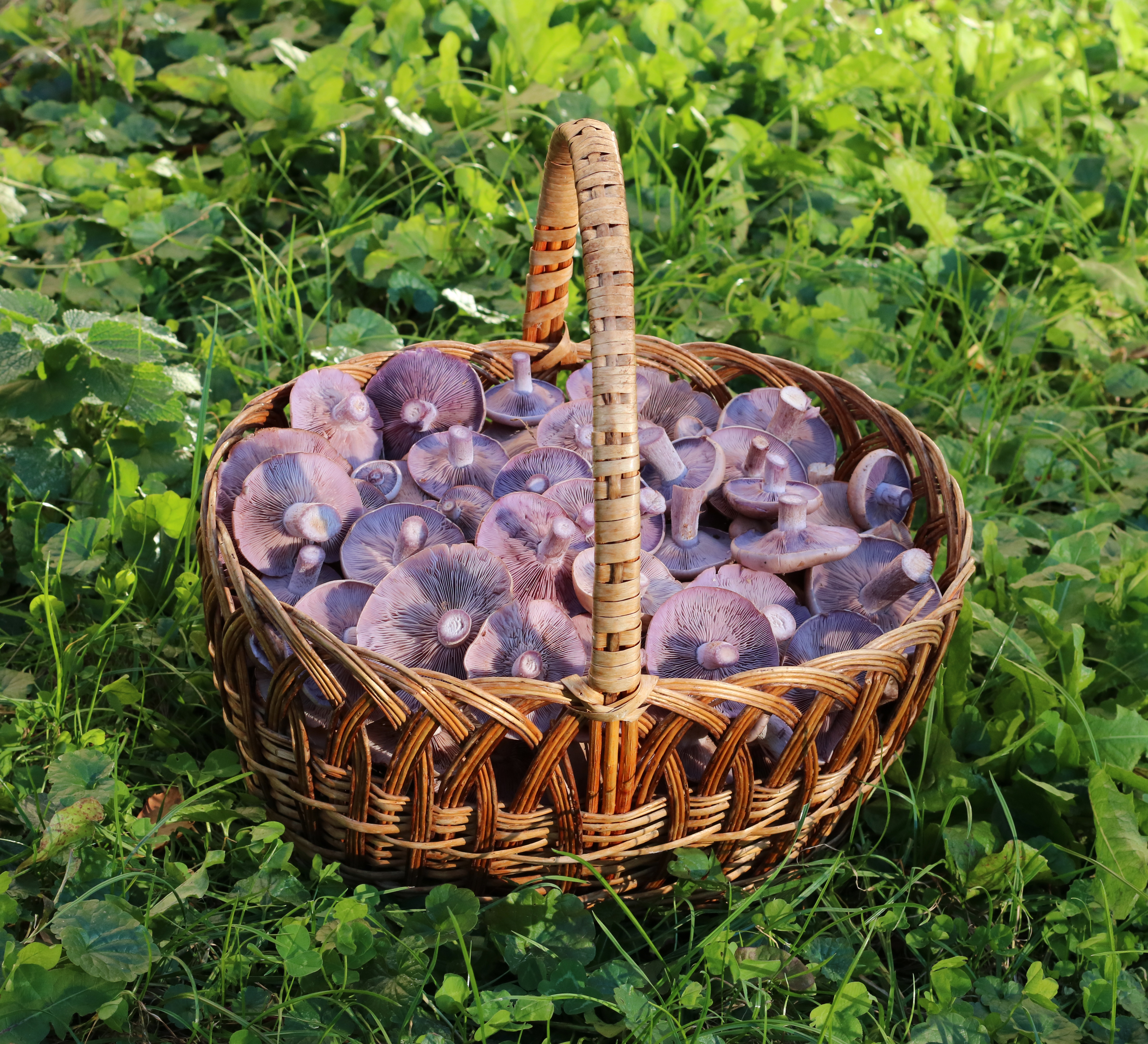
Рядовки фіолетові в кошику. Україна, Вінницький район.

Умовно їстівний гриб високої якості. Злегка отруйний у сирому вигляді, викликає алергічні реакції у деяких людей. Використовують свіжим після 15-хвилинного відварювання (відвар вилити!); смажать, про запас — засолюють, сушать. Висушені гриби можна використовувати через три місяці.
Гриб схожий на лепісту ліловоногу, отруйну Ентолому жовтувато-сизу отруйну (Entoloma sinuatum) та деякі види Clitocybe, Рядовок (Tricholoma).